# 摩根·瑞德爾
摩根·瑞德爾 （1997年7月31日—）出生於美國明尼蘇達州聖保羅，是一位美國網路名人，以身為職業網球選手泰勒·弗里茨（Taylor Fritz）的女友，分享巡迴賽生活內容而聞名。

## 早期生活和家庭
瑞德爾在美國明尼蘇達州聖保羅長大，是家中長女。母親Heather Riddle是明尼蘇達公共廣播電台（Minnesota Public Radio）的高階主管，父親Rob Kimm則是撰寫釣魚相關書籍的作家。
她曾在紐約市史坦頓島的瓦格納學院（Wagner College）就讀，主修英國文學。
大學期間，她開始在Instagram與TikTok分享生活風格內容，並從事模特兒工作。
畢業後，她先從事房地產，後擔任Love Your Melon公司及非營利組織Gamers Outreach Foundation的媒體總監。
瑞德爾在2020年初搬到洛杉磯後，透過交友軟體Raya認識職業網球選手泰勒·弗里茨（Taylor Fritz）。

## 職業生涯
2021年起，她開始隨泰勒·弗里茨出席ATP網球巡迴賽，並在隔年辭去企業工作。
自2022年起，她製作與網球相關的社群內容，起初為澳洲網球公開賽穿搭介紹的TikTok影片。
她坦言交往前對網球知識有限，部分內容旨在向外界解釋這項運動規則。
2023年，她開設YouTube頻道，記錄網球巡迴賽生活點滴。
她與弗里茲一同出現在Netflix網球紀錄片《Break Point》中。
2023年溫布頓網球錦標賽期間，她主持時尚主題短影音節目《Wimbledon Threads》。

## 外部連結
- WAGs（英语：WAGs）
- 摩根·瑞德爾的Instagram帳戶
- YouTube上的摩根·瑞德爾頻道